# Viborg Internationale Pinsekirke
Viborg Internationale Pinsekirke (i daglig tale forkortet VIP) er en frikirke i Viborg under Pinsebevægelsen. Som navnet antyder, så anvendes kirken ikke blot af etniske danskere, men også af en række andre nationaliteter, der deler samme tro. Kirken har været en del af et større netværk af danske pinsekirker og frikirker, hhv. Mosaik og Frikirkenet, men meldte sig ud af disse i 2021 efter at der var rettet klage mod kirkens ledelse på baggrund af mistanke om negativ social kontrol. 
Til de almindelige gudstjenester har man i 2007 talt fremmøder på ca. 100 personer.
Kirken har haft en række forskellige adresser rundt om i Viborg By. Oprindeligt benyttede man lokaler i Sct. Kjeldsgade, men måtte efterhånden flytte til større lokaler på den nuværende Klokkestøbervej. Mellem de to flytninger anvendte man nogle midlertidige lokaler på Viborg Gymnasium og HF.
Kirkens bygning består af en stor kirkesal som en udvidelse til de nuværende lokaler. Salen kan huse mellem 350-400 mennesker.
I løbet af ugen tilbydes en række kulturelle arrangementer for menigheden i kirken. Derudover mødes mange af kirkegængerne også hos hinanden i løbet af ugen som en slags forlængelse af kirkens tilbud. Hovedaktiviteten er dog den ugentlige gudstjeneste søndag formiddag.
VIP driver blandt andet to børneklubber. Kirken har også tidligere været repræsenteret ved OpenByNight og det årlige Søndersøløb. Derudover har man også gennem et samarbejde med kommunen uddelt den såkaldte "Julehjælp" til børnefamilier, der har haft behov for lidt ekstra til julen.